# Cuisine aztèque

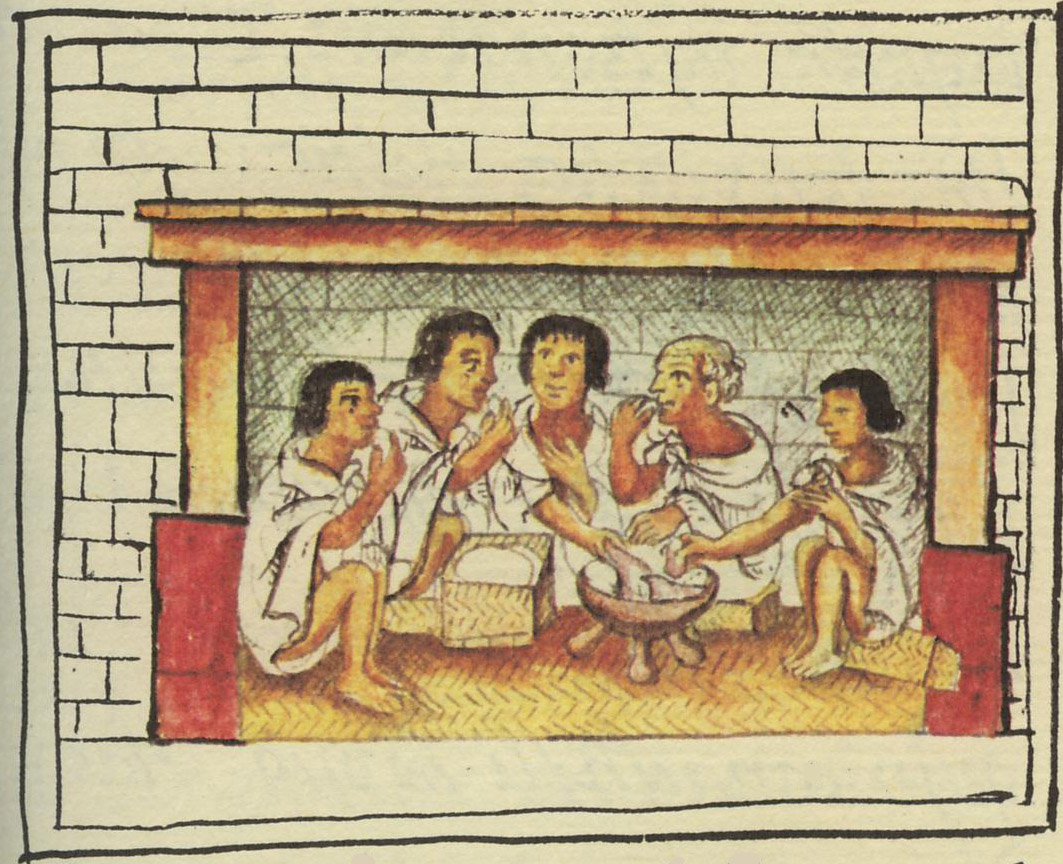
Hommes aztèques partageant un repas (Codex de Florence, fin du XVIe siècle).

La cuisine aztèque, c'est-à-dire la préparation des aliments dans l'Empire aztèque avant les premiers contacts avec les Européens en 1519, se caractérisait par l'utilisation du maïs comme aliment de base principal présent à tous les repas, comme le blé en Europe ou le riz en Asie de l'Est, notamment sous la forme de tortillas, tamales, gruau ou atoles . La cuisson des grains de maïs dans des solutions alcalines, un processus appelé nixtamalisation, augmentait significativement la valeur nutritionnelle de cet aliment de base.
Les autres constantes de la gastronomie aztèque étaient l'usage du sel et des piments et une définition simple du jeûne aztèque consistait à supprimer ces deux ingrédients. Les autres aliments essentiels étaient les haricots, les courges, les tomates et les variétés du « Nouveau Monde » des graines d'amarante, de sauge et de courge. En combinant le maïs et ces aliments de base, en particulier avec les haricots et les courges (combinaison dite des trois sœurs), les Aztèques obtenaient un régime bien équilibré sans carence significative en acides aminés essentiels, en vitamines ou en minéraux.
Les boissons les plus courantes étaient l'eau, l'atole et le pulque, un jus fermenté d'agave américain. On trouvait différentes boissons alcoolisées fermentées à partir de miel, de cactus et de divers fruits. Seule l'élite aristocratique (les « pipiltin ») consommait des boissons de cacao, qui étaient un des luxes les plus prestigieux.
Les apports en protéines animales venaient de divers poissons et gibiers et d'une large gamme d'insectes, larves et œufs d'insectes. Les Aztèques ont aussi domestiqué dindes, canards et chiens pour se nourrir et consommaient plus rarement de grands animaux sauvages tels que le cerf, sans qu'aucun ne soit un élément important de leur régime alimentaire.
L'anthropophagie aztèque a été pratiquée par l'élite dans le cadre de rituels religieux mais aussi par les guerriers qui emmenaient avec eux des prisonniers vivants qu'ils consommaient au fur et à mesure de leurs besoins.

## Sources
L'histoire culinaire des différentes cultures précolombiennes repose sur les découvertes réalisées dans différents champs de recherche : l'archéologie, l'anthropologie, la botanique, la zoologie, la médecine, l'histoire, la sociologie et les sciences économiques.
La cuisine aztèque est la mieux connue des cuisines précolombiennes, principalement grâce au travail de compilation de Bernardino de Sahagún, moine franciscain qui a récupéré et synthétisé les témoignages de nombreux informateurs sur la culture et le mode de vie dans l'empire aztèque entre 1547 et 1577.
D'autres sources écrites par certains des conquérants du Mexique apportent des compléments d'information, comme les lettres d'Hernán Cortés à Charles Quint, et le témoignage tardif de Bernal Díaz del Castillo, un des soldats sous les ordres de Cortés. Cependant, ces sources présentent un biais important, car leurs auteurs présentent les faits en fonction des intérêts qu'ils veulent faire valoir, et il faut donc les considérer avec un recul critique important.

## Repas

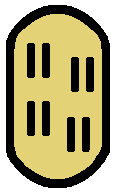
Ce dessin est une reproduction du glyphe de la tortilla trouvé dans le Codex Mendoza

On ne sait pas exactement combien de repas quotidiens prenaient les Aztèques. La plupart des sources s'accordent sur un régime aztèque pris en deux repas quotidiens, même si l'on compte des travailleurs recevant trois repas, un à l'aube, un vers 9 h du matin et un autre vers 15 h. Cela concorde avec les coutumes de l'Europe contemporaine, même s'il n'est pas certain que ces sources considéraient les prises d’atole (« ātōlli ») et de gruau comme un repas à part entière, alors qu'une bonne quantité de l'épais ātōlli équivaut en calories à plusieurs tortillas, et que la plupart des Aztèques en consommaient tous les jours.

### Festins

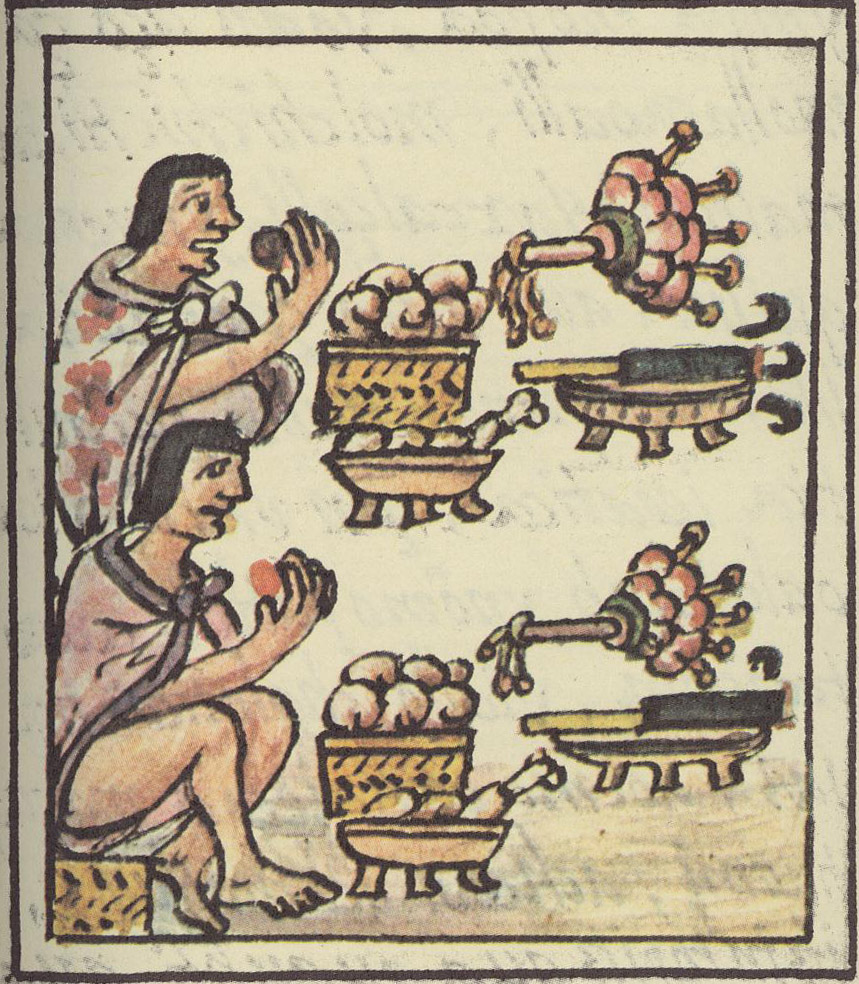
Hommes aztèques lors d'un festin. Codex de Florence, fin du XVIe siècle.

Les informateurs indigènes de Bernardino de Sahagún lui ont permis de décrire dans le codex de Florence deux banquets et festins organisés pour des dignitaires aztèques, et les cérémonies qui les accompagnaient. Il s'agit de repas exceptionnels et décrits seulement depuis le point de vue des hommes invités, qui étaient séparés des femmes invitées.
Selon ces sources, avant le repas, les serviteurs présentaient des tubes de tabac et occasionnellement des fleurs avec lesquels les convives pouvaient se gratter tête, mains et cou. Toujours avant que le repas ne commence, chaque invité faisait tomber un peu de nourriture sur le sol en offrande au dieu Tlaltecuhtli.
Les prouesses militaires étant très valorisées par les Aztèques, les manières à table reproduisaient les mouvements des guerriers. Les tubes à fumer et les fleurs passaient de la main gauche du serviteur à la main droite de l'invité et l'assiette accompagnant le tube passait de la main droite à la main gauche. On imitait ainsi la façon dont un guerrier recevait son « atlatl » (propulseur de fléchettes) et son bouclier. Les fleurs qui circulaient portaient des noms différents correspondant à la manière dont elles étaient passées ; les « fleurs épées » circulaient de gauche à droite et les « fleurs boucliers » de droite à gauche. Pendant le repas, les convives tenaient leurs bols individuels remplis de sauce au centre de la main droite et ils y trempaient leur tortilla ou tamal (servis dans des paniers) avec la gauche. Le repas se terminait par du chocolat, souvent présenté dans une coupe de calebasse accompagné d'un bâtonnet.
Les hommes et les femmes ne mangeaient pas ensemble lors des banquets et, bien que ce ne soit pas certain, il semble que seuls les hommes buvaient du chocolat. Les femmes buvaient plus probablement du pozole (une sorte de potée de maïs) ou un pulque spécial.
Les invités de marque avaient souvent des places assises dans des pièces autour d'une cour ouverte semblable aux caravanséraux (ou han en turc) du Moyen-Orient et des hauts responsables militaires y effectuaient des danses. Les festivités commencent vers minuit : on y boit du chocolat et sont consommés des champignons hallucinogènes pour qu'ils puissent raconter leur expérience et les visions des invités. Juste avant l'aube, les chants commencent et les offrandes sont brûlées et enterrées dans la cour pour assurer la bonne fortune des enfants de l'hôte. À l'aube les fleurs restantes, les tubes à fumer et la nourriture sont donnés aux anciens et aux pauvres qui ont été invités ou aux serviteurs. Comme pour d'autres aspects de la vie, les Aztèques mettent en avant la nature duale de toutes les choses, et vers la fin du banquet les anciens rappellent sévèrement à l'hôte sa propre mortalité et qu'il ne devrait pas être emporté par son orgueil.

## Préparation des repas
La principale façon de préparer le repas était de bouillir ou de cuire à la vapeur dans des jarres ou des marmites en argile à deux poignées appelés xoctli en nahuatl et traduites en espagnol par olla (« marmite »). L’olla était remplie de nourriture et chauffée sur un feu. On l'utilisait aussi pour cuire de la nourriture à vapeur en versant un peu d'eau dans l'olla et en plaçant des tamals dans des enveloppes de maïs sur une structure légère de brindilles au milieu de la marmite. Bien que plusieurs chroniqueurs espagnols ont rapporté l'usage de fritures, les seules spécifications de la manière aztèque de frire font référence à une sorte de cuisson avec du sirop et non de la graisse. Cette information est corroborée par le fait qu'il n'existe aucune preuve archéologique d'extraction massive d'huile végétale ni de vaisselles compatibles avec de la friture.
Les plats les plus courants étaient les tortillas, les tamals, les ragoûts et les sauces qui les accompagnaient. Le piment et le sel étaient tous deux omniprésents et le repas le plus simple se composait habituellement de tortillas trempées dans du piment pilé dans un mortier avec un peu d'eau. On pouvait envelopper avec de la pâte les viandes, parfois même une dinde entière, avant la cuisson. Dans les villes et villages aztèques les plus importants, on trouvait des vendeurs ambulants qui proposaient des amuse-gueule de toute sorte, régalant riches et pauvres. En plus d'autres ingrédients et de préparations cuisinées, on trouvait de nombreuses variétés d’ātōlli, pour épancher une petite soif ou comme repas instantané sous forme liquide.

## Aliments

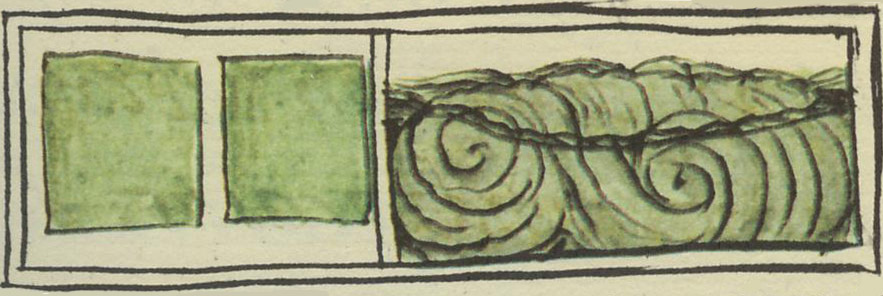
Des algues spirulines étaient récoltées à la surface des lacs au filet ou à la pelle et étaient ensuite séchées en gâteaux qu'on pouvait consommer avec des tortillas ou en condiment.

Les aliments de base aztèques incluaient le maïs, les haricots et la courge auxquels on ajoutait souvent du piment et des tomates ; tous sont encore présents dans le régime mexicain contemporain. Les Aztèques pêchaient des acocils, écrevisses naines présentes en abondance dans le lac Texcoco, ainsi que des spirulines, algues dont on faisait des gâteaux riches en flavonoïdes. Bien que leur régime ait été essentiellement végétarien, les Aztèques consommaient aussi des insectes, tels que des criquets (chapolin [t͡ʃa'polin] au singulier ou chapolimeh [t͡ʃapo'limeʔ] au pluriel), des tecols, des fourmis ou encore des larves. Les insectes contiennent plus de protéines que la viande, et encore maintenant sont considérés comme un mets de choix dans certaines régions du Mexique.

### Céréales
Le maïs était l'élément de base le plus important du régime aztèque : on le consommait à chaque repas dans toutes les classes sociales. Un rôle central lui était attribué dans la mythologie aztèque ; les Aztèques l'ont décrit comme « précieux, [leur] chair, [leurs] os ». On en trouvait de nombreuses variétés de différentes tailles, formes et couleurs : jaunes, rougeâtres, blancs avec des barres de couleur, noirs, avec ou sans taches et une variante à coque bleutée considérée comme très précieuse ; d'innombrables autres variétés locales ont dû aussi exister mais très peu ont été conservées. On révérait tellement le maïs que les femmes soufflaient dessus avant de le mettre au feu pour qu'il lui résiste, et chaque grain tombé à terre était systématiquement ramassé pour éviter tout gâchis. Un des informateurs aztèques du missionnaire et chroniqueur espagnol franciscain Bernardino de Sahagún a expliqué cette pratique en ces mots :

« Notre substance souffre, elle pleure gisant. Si nous ne la rassemblons pas, elle nous accusera auprès de notre dieu. Elle dirait : O notre Dieu, ce vassal ne m'a pas ramassé quand je gisais éparpillée sur le sol. Punis-le. Ou peut-être devrions nous l'affamer. »

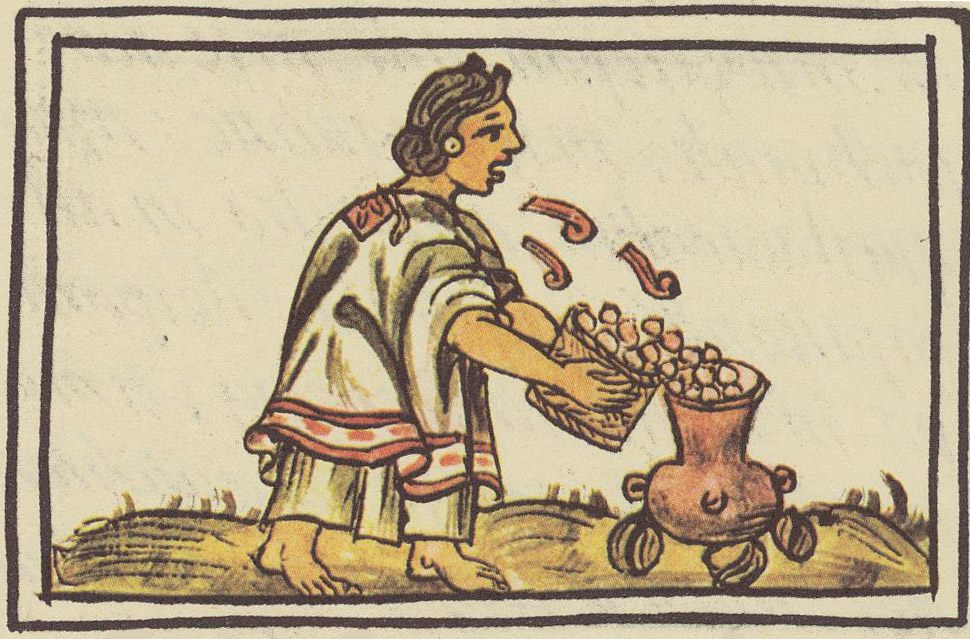
Une femme aztèque soufflant sur du maïs avant de mettre la marmite sur le feu, pour qu'il résiste mieux au feu. Codex de Florence, fin du XVI.

Le maïs était nixtamalisé. Le terme dérive des mots nahuatl nextli (« cendres ») et tamalli (« pâte de maïs non formée ; tamal »), et ce traitement est encore en usage aujourd'hui dans toutes les régions d'Amérique où le maïs est l'aliment de base. Le processus consiste à tremper puis cuire le grain de maïs sec dans une solution alcaline, habituellement de l'eau de chaux, pour libérer la coque externe des grains (le péricarpe) et rendre le maïs plus facile à moudre. Le processus transforme le maïs en une source simple de glucides dans un ensemble nutritif beaucoup plus équilibré ; cela augmente les quantités de calcium, de fer, de cuivre et de zinc, qui sont ajoutées à la solution ou dans le récipient utilisé dans le traitement ; de plus, cela permet l'assimilation des vitamines B3, B2 et d'autres protéines déjà présentes dans le maïs mais que l'être humain ne peut pas digérer sans ce traitement. L'arrêt de la croissance de certaines mycotoxines (des champignons toxiques) est un autre avantage de la nixtamalisation. Quand on fait fermenter le maïs ainsi traité, le nixtamal, d'autres nutriments, dont des acides aminés tels que la lysine et le tryptophane sont libérés. Avec les haricots, les légumes, les fruits, les piments, et le sel, le maïs nixtamalisé formait un régime complet satisfaisant sur le plan nutritif sans aucun besoin de protéine animale.

### Épices
Les Aztèques disposaient d'un grand nombre d'herbes et épices pour assaisonner leur nourriture.
En particulier, ils utilisaient un large éventail d'espèces et de cultivars de piments, certains domestiqués et beaucoup d'autres à l'état sauvage. La teneur en capsaïcine de ces piments était très variable, du très doux (comme le piment poblano, proche du poivron) à l'extrêmement piquant (comme le piment habanero). Les piments étaient souvent séchés et moulus pour le stockage et pour leur utilisation en cuisine ; certains étaient grillés au préalable pour varier les saveurs.
Les espèces indigènes des plantes utilisées comme assaisonnement produisent des saveurs semblables aux épices de l'Ancien Monde qui se sont révélées plus facilement disponibles pour la cuisine après les conquêtes espagnoles. Ainsi, la coriandre longue ou coriandre mexicaine génère une saveur bien plus forte que sa cousine de l'Ancien Monde, la coriandre cultivée, et ses feuilles sont plus faciles à sécher. De même, l'origan mexicain et l'anis mexicain produisent des saveurs évoquant leur alter ego méditerranéen, tandis que le poivre de la Jamaïque a un arôme qui se situe entre la noix de muscade, le girofle, et la cannelle. L'écorce de bois-cannelle a un goût doux, délicat, qui a pu faciliter l'adoption de la cannelle de Ceylan, plus âcre, dans la cuisine mexicaine moderne. Avant l'arrivée de l'ail et de l'oignon, des plantes sauvages similaires et plus subtiles telles que l'oignon de Kunth et d'autres espèces du sud du genre Allium, ainsi que les feuilles parfumées de vignes d'ail ont pu agrémenter leur cuisine.
Les Aztèques utilisaient aussi les saveurs du mezquite, de la vanille, du roucou, de l'épazote, de l'hoja santa, de la  « fleur popcorn », de la feuille d'avocat, et d'un large éventail d'autres plantes indigènes.

## Boisson

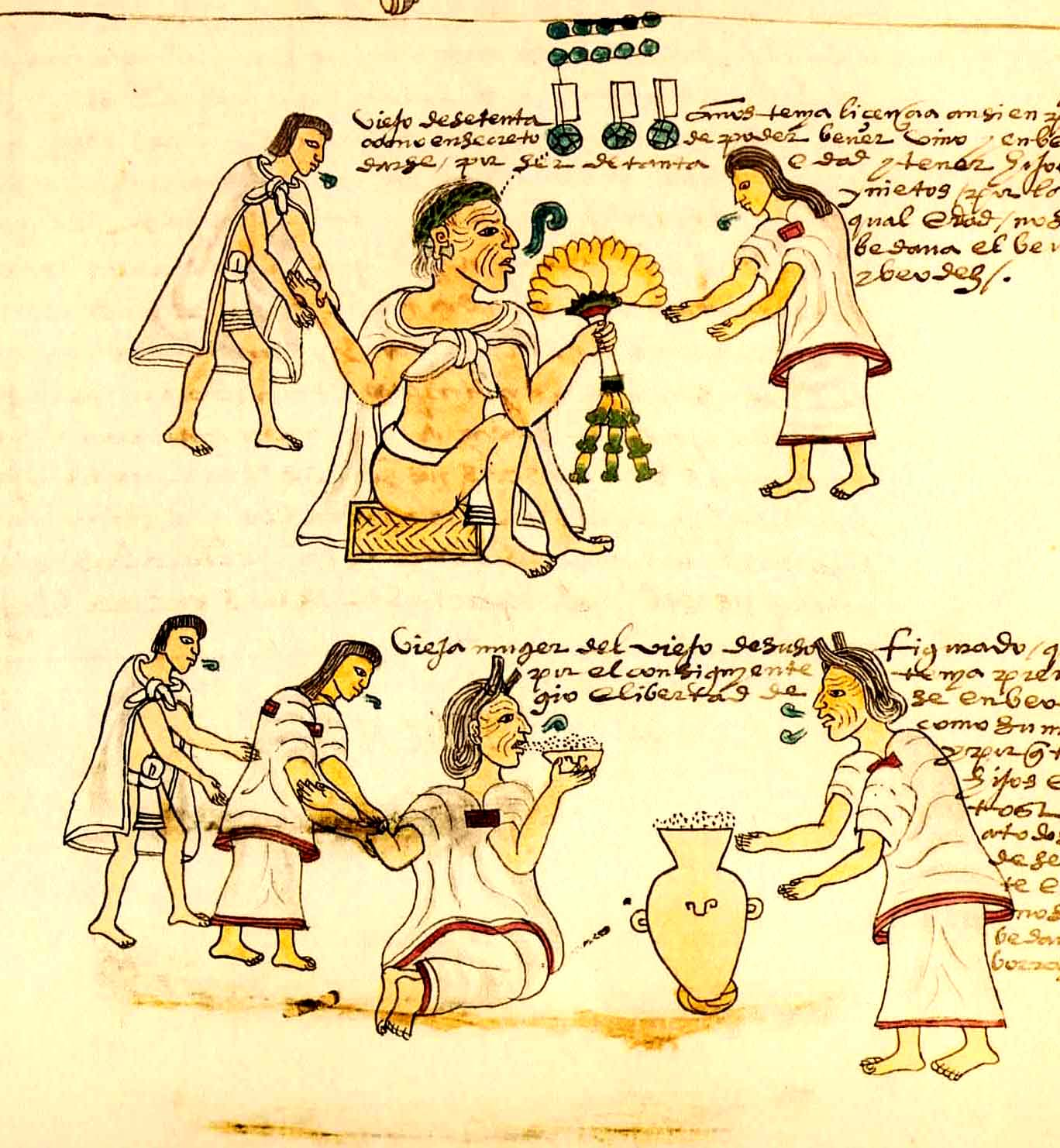
Une peinture du Codex Mendoza montrant une femme âgée aztèque buvant de loctli.

De nombreuses boissons alcoolisées étaient élaborées à partir de maïs fermenté, de miel, d'ananas, de fruit de cactus et d'autres plantes. La plus commune était l’octli à base de sève d'agave américain, et plus connue aujourd'hui sous le terme pulque, un mot antillais. Toutes les classes sociales en buvaient, même si certains nobles mettaient un point d'honneur à ne pas toucher un breuvage si modeste. La consommation d'alcool était autorisée, y compris pour les enfants en certaines occasions, mais l'ivresse était totalement proscrite : les châtiments étaient très sévères, et encore plus pour l'élite ; la première entorse d'un roturier était punie par une mise à sac de sa maison et son exil temporaire dans les champs pour y vivre comme un animal ; un noble n'avait en revanche pas de seconde chance, en général, et était exécuté pour abus d'alcool. Il semble que les personnes âgées bénéficiaient d'une relative clémence, même si les sources divergent sur l'âge limite. Cela n'a pas empêché les tragédies occasionnelles de nobles qui devenaient alcooliques et buvaient à en devenir pauvre, miséreux, voire à en mourir prématurément ; ainsi, un informateur de Sahagún a retranscrit la déchéance d'un ancien tlacateccatl, général et commandeur de plus de 8 000 troupes, en ces termes : 

« Il but toutes ses terres ; il vendit tout. […] Tlacateccatl, un valeureux guerrier, un grand guerrier, et un gentilhomme, se retrouvait parfois quelque part sur des routes de passage gisant par terre, ivre, se vautrant dans les ordures. »

### Ātōlli
L’ātōlli ([aː'toːlːi]), gaudes de maïs, représentait une grande partie de la consommation quotidienne de calories. La recette de base de l’ātōlli consistait en huit portions d'eau et six de maïs avec du citron vert que l'on cuisinait jusqu'à ce que la pâte ramollisse et qu'on la moule. La mixture était ensuite bouillie jusqu'à s'épaissir. Il y avait de grandes variations d’ātōlli : une mixture d'1/10 de nequātōlli en sirop d'agave ; on ajoutait du piment moulu avec du sel et de la tomate pour en faire de l’iztac ātōlli ; on laissait la pâte de maïs aigrir de 4 à 5 jours et ensuite on ajoutait de la pâte fraîche avec du piment et du sel pour en faire du xocoātōlli. Les haricots, les tortillas cuites dont on retirait le croustillant, le maïs grillé, le chia, l'amarante et le miel pouvaient aussi y être ajoutés ainsi que du pinolli, maïs grillé moulu transporté en sac par des voyageurs qu'on pouvait mélanger avec de l'eau pour un repas instantané sur la route.

### Cacao
Le cacao avait une valeur symbolique immense. C'était un luxe rare car il fallait l'importer depuis de lointaines contrées, étant donné qu'il ne poussait pas dans les frontières de l'empire aztèque. Il n'y a pas de descriptions détaillées de la manière dont on préparait le cacao en pièces solides, mais il y a nombre d'allusions au fait qu'on le consommait sous cette forme. Les grains de cacao étaient parmi les marchandises les plus précieuses et servaient de moyens de paiement, de petite valeur ; il fallait 80 à 100 grains pour acheter une petite cape ou un canoë rempli d'eau douce dans les régions salées des lacs entourant Tenochtitlan. Néanmoins les grains étaient fréquemment contrefaits : des coques de cacao vides étaient remplies de poussière ou de boue.
Le cacao était en général consommé sous la forme de xocoatl (« eau amère », à l'origine du terme chocolat), qui était la boisson des guerriers et des nobles. On le considérait comme un stupéfiant puissant et on le buvait avec beaucoup de solennité et gravité, le chroniqueur espagnol Sahagún le présentant comme quelque chose que l'on ne buvait pas sans réfléchir. Le chocolat pouvait être préparé d'innombrables manières, la plupart d'entre elles incluant un mélange d'eau tiède ou chaude avec des grains de cacao moulus et grillés, du maïs et un nombre d'arômes tels que le piment, le miel, la vanille et une large gamme d'épices. Les ingrédients étaient mélangés et battus avec un bâton ou aérés en versant du chocolat d'un récipient à l'autre. On produisait une mousse à partir de cacao de qualité supérieure. Mise à reposer, cette boisson mousseuse était aérée plus tard pour fabriquer une seconde mousse, de nouveau mise à reposer avant d'être enfin placée en haut de la boisson avec le reste de la mousse avant le service.

## Conventions alimentaires
Les Aztèques insistaient sur la modération dans tous les aspects de la vie. Les auteurs et chroniqueurs européens ont souvent été impressionnés par ce qui était perçu comme un modèle de frugalité, de simplicité et de modération, comme Juan de Palafox y Mendoza, évêque de l'État de Puebla et vice-roi de la Nouvelle-Espagne dans les années 1640 : 

« Je les ai vu manger très posément, en silence, et avec modestie, de telle manière que l'on retrouvait dans leur façon de manger la même patience qu'ils mettent en toute chose, ils ne s'autorisent pas à être pressés par la faim ou l'urgence de la satisfaire. »

### Jeûne
Le jeûne aztèque consistait principalement à s'abstenir de sel et de piments. Tous les membres de la société aztèque jeûnaient plus ou moins sévèrement. Il n'y avait aucune exception commune à ce jeûne, ce qui a choqué les premiers Européens entrés en contact avec les Aztèques. Bien que le jeûne ait été répandu en Europe, les femmes et jeunes enfants en étaient exemptés en continu, ainsi que les malades, les personnes fragiles et âgées. Avant la Cérémonie du feu nouveau, qui avait lieu tous les 52 ans, certains prêtres jeûnaient pendant une année complète ; les autres prêtres durant 80 jours et les seigneurs 8 jours. Les roturiers se mettaient à jeûner, mais avec moins de rigueur. On trouvait également des communautés de jeûneurs permanents dans le Tehuacán ; en cohérence avec les conditions spartiates qu'ils s'imposaient, comme le fait de dormir sur un oreiller de pierre, ils jeûnaient sur des périodes de quatre ans, ne consommant qu'une tortilla de 50 g chaque jour. Ils ne s'autorisaient un répit que tous les 20 jours, lors duquel ils pouvaient manger ce qu'ils voulaient.
Même les dirigeants tels que Moctezuma étaient censés réduire leur train de vie luxueux et agissaient en conséquence avec force de conviction et d'effort. À certains moments ils renonçaient au luxe et au sexe avec les femmes et consommaient seulement des gâteaux de michihuauhtli et des graines d'amarante ou de chénopode. Le chocolat du seigneur était alors remplacé avec de l'eau mélangée à de la poudre de grains desséchés. Cela contrastait avec les jeûnes de nombreux nobles européens et le clergé qui, bien que respectant à la lettre les régulations religieuses en remplaçant la viande et les produits animaux par du poisson, festoyaient luxueusement sans se restreindre.

## Anthropophagie

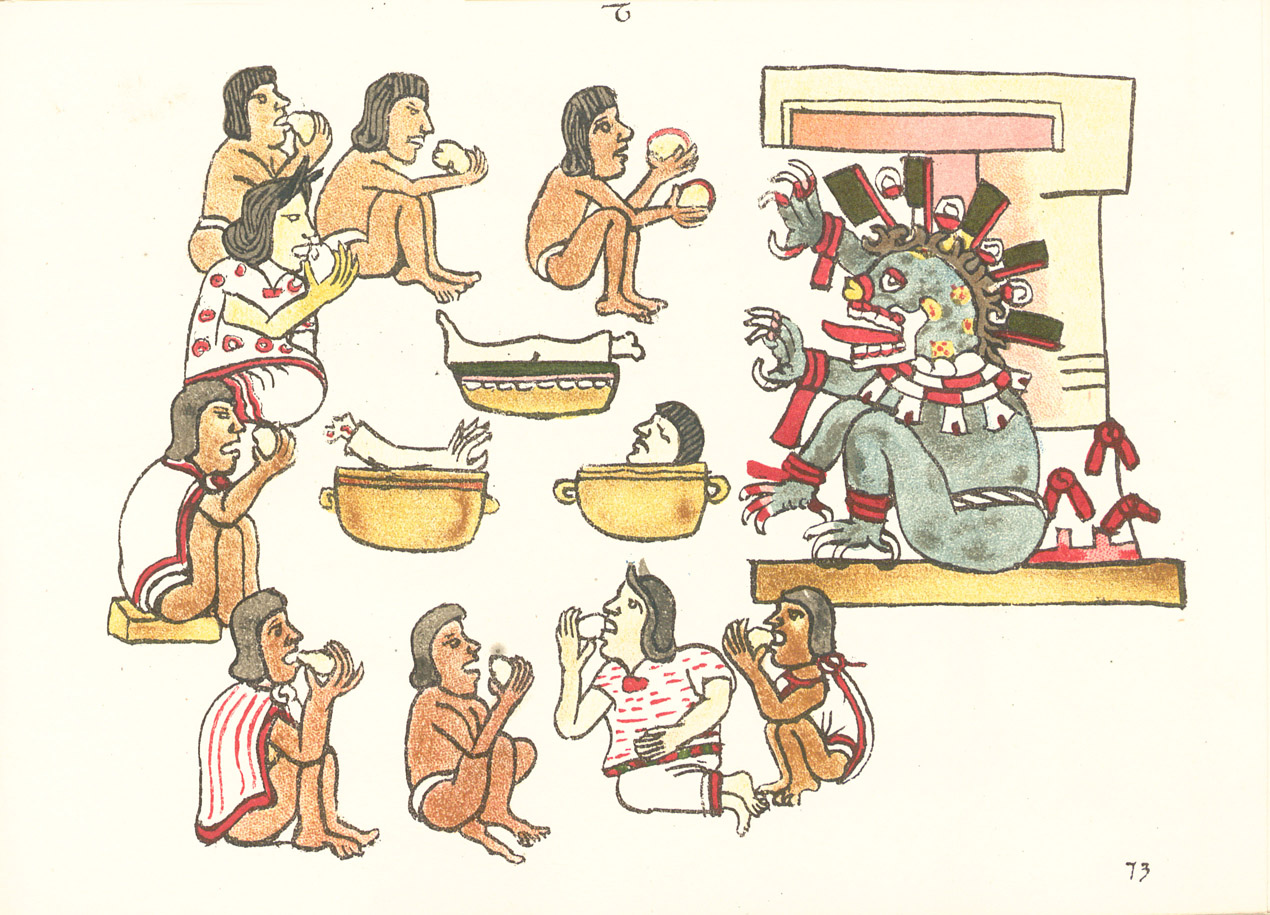
Scène interprétée comme un repas rituel anthropophage (Codex Magliabechiano, folio 73r).

Les Aztèques pratiquaient l'anthropophagie dans le cadre des rituels religieux.
Les victimes des sacrifices humains, qui étaient généralement des esclaves ou des prisonniers de guerre, étaient sacrifiées dans des lieux sacrés, les témoignages évoquant le plus souvent des sacrifices publics devant un temple situé en haut d'une pyramide, par cardiectomie (extraction du cœur). Les corps étaient ensuite décapités puis jetés au sol avant d'être démembrés. Une partie du corps du sacrifié pouvait alors revenir aux dirigeants ou à des animaux sacrés qui représentaient des divinités, avant que le reste ne soit consommé par le sacrificateur et ses convives.
Cette viande était consommée cuite à la vapeur, assaisonnée seulement de sel et accompagnée de tortillas, mais étonnamment sans piment.[réf. souhaitée] À la fin des années 1970 l'anthropologue Michael Harner a suggéré que les Aztèques avaient recours à un cannibalisme organisé et massif pour compenser une carence supposée en protéine de leur régime. Cette idée a été soutenue par quelque spécialistes, mais il a été démontré que c'était basé sur des hypothèses erronées sur les habitudes alimentaires, l'agriculture et la démographie des peuples aztèques, rendant ce scénario hautement improbable.